# Utilisateur (informatique)
Pour les articles homonymes, voir Utilisateur et Opérateur.
En informatique, le terme utilisateur (anciennement un opérateur ou un informaticien avec possibilité de féminisation) est employé pour désigner une personne qui utilise un système informatisé (ordinateur ou robot) mais qui n'est pas nécessairement informaticien (par opposition au programmeur par exemple). L'utilisateur peut aussi être une machine automatique (essentiellement représenté par un bot informatique) pouvant disposer de différents degrés d'autonomie.

## Les différents niveaux d'utilisateurs
1. L'utilisateur humain qui n'a aucune compétence en informatique, qui utilise le système dans le cadre de son temps de loisir, celui-ci peut alors avoir un comportement proche d'une entrée aléatoire. C'est aussi ce type d'utilisateur qu'il faut convaincre dans le cadre de diffusion commerciale d'un système vers le grand public. Il peut adopter des comportements d'utilisateur au sens commercial.
2. L'utilisateur professionnel qui aborde le système dans le cadre de contraintes liées à son activité, les contraintes sur l'utilisation du système peuvent donc être très élaborées et arbitrairement inhumaines. Dans un but d'améliorer l'efficacité de cet utilisateur, l'utilisation massive de résultats issue des expériences d'IHM est largement recommandée.
3. L'utilisateur avancé, qui connaît plusieurs détails de fonctionnement de son système, attend des réactions spécifiques et en connaît plusieurs limites. Cette catégorie regroupe essentiellement les humains qui sont plongés à longueur de journée dans les nouvelles technologies. Ce type d'utilisateur est pratique dans la mesure où il peut fournir une analyse du fonctionnement d'un système (rapport de bugs, évaluation d'interface, etc.).
4. « L'utilisateur système » humain : cette catégorie relève et du développeur de système et de l'administrateur système. À ce niveau d'utilisation d'un système, on voit l'émergence d'une ou plusieurs formes de spécialisation sur des systèmes donnés. L'utilisateur peut avoir des connaissances très spécifiques d'un système et en maîtriser tous les aspects. En contrepartie, il est très rare qu'il puisse avoir ce niveau de connaissance pour une vaste catégorie de systèmes. (Par exemple, le concepteur de système de TAL ne doit probablement pas avoir le même niveau pour la conception d'une chaîne de construction automobile.).
5. « L'utilisateur système » machine : celui-ci est presque toujours très spécialisé, avec une mission définie formellement, il est souvent construit pour remplacer les utilisateurs de niveau 2, ou les décharger de contraintes arbitraires. Cet utilisateur est souvent une abstraction des autres formes d'utilisateurs utilisés pour simuler, modéliser le comportement d'un utilisateur inconscient ou malveillant.
6. L'objet, fonction, foncteur ou prédicat d'ordre supérieur : ils peuvent tous être définis comme étant des utilisateurs de ressources ou de résultats fournis par d'autres utilisateurs du même niveau. Souvent, afin de pouvoir les faire fonctionner séparément, ces utilisateurs disposent d'une interface formelle récapitulant la manière dont ils peuvent (utiliser/ou être utilisé) (une/par une) (ressource/utilisateur) extérieurs.

On oppose également le simple utilisateur à l'administrateur ou au technicien.

## L'utilisateur en fonction de son activité du point de vue applicatif et/ou système
L'utilisateur qui utilise un système informatique n'est pas forcément en permanence devant son écran en train de soumettre des transactions à l'application, ce qui côté applicatif et système a des conséquences sur la charge induite effective. Ainsi, plusieurs profils d'utilisateur sont définis suivant leur activité, notamment dans les tests de performance :
- utilisateurs courants : ce sont les utilisateurs qui s'enregistrent couramment auprès du système ou pour lesquels le système à des sessions en cours ;
- utilisateurs potentiels : ce sont les utilisateurs déclarés ou non, susceptibles d'utiliser l'application à un moment ou à un autre ;
- utilisateurs simultanés : ce sont les utilisateurs potentiels actuellement présents dans l'application pour lesquels il existe au moins une session dans un des composants techniques de l'application ;
- utilisateurs actifs/concurrents : ce sont les utilisateurs simultanés pour lesquels le système effectue un traitement composé d'au moins une requête en cours ;
- utilisateurs synchrones : ce sont les utilisateurs concurrents pour lesquels le système effectue au même instant le même traitement.

## L'utilisateur dans la sécurité des systèmes

### En multi-utilisateurs
L'utilisateur peut être vu comme un élément d'identification. Pour un système, la capacité d'identification d'une personne permet une amélioration de la sécurité. Il est alors possible pour le système de réagir à des ordres contradictoires. S'il n'y a pas de différence entre deux utilisateurs alors le système ne peut pas être robuste aux contradictions.
Exemple : la connexion sur un site de réservation de train permet de résoudre le cas de l'attribution de la dernière place, le système gère des utilisateurs différents, et attribuera la dernière place à un unique utilisateur.
Voir aussi le multi-utilisateur dans le cas général.

### En mono-utilisateur
L'utilisateur peut être vu comme un partenaire de dialogue. Pour un système, la capacité de dialoguer avec un utilisateur est importante. Le dialogue commence avant même que la personne ne soit connectée au logiciel. Il est établi entre le système de connexion et la personne. À ce niveau, la concurrence sur l'interface de connexion ne peut pas être gérée par le système.
Exemple : du point de vue du logiciel, ce sont plusieurs utilisateurs qui se connectent au système de retrait d'argent. D'un point de vue matériel, c'est une personne unique. Dans le cadre d'une solution intégrée, c'est le système informatique qui doit tenir compte de ce dilemme. Bien que dans la pratique il n'y ait souvent qu'une caméra et des étoiles à la place du code secret pour vérifier qu'il n'y a qu'une unique personne (sans contraintes extérieures).
Le concept d'utilisateur peut aussi être déployé afin de protéger la machine des bêtises. Dans ce cas on parle alors d'espace utilisateur. La notion d'espace utilisateur suppose que pour un utilisateur donné, il existe un utilisateur d'un niveau plus évolué. Cet utilisateur d'un niveau plus évolué autorise ou non les actions du premier utilisateur en fonction d'un système de gestion de droits.